# Ян Муха
Ян Муха (на словашки: Ján Mucha) е словашки футболист, роден на 5 декември 1982 г. в Бела над Цироху. Играе на поста вратар за Евертън и националния отбор на Словакия.

## Клубна кариера
През 2000 г. Муха подписва първия си професионален договор с Интер Братислава, но за две години не изиграва нито един мач. След това три години играе за Жилина, ставайки два пъти шампион на страната. След половин година под наем в Хумене, Муха преминава в полския Легия Варшава, като през първата година е резерва на полския национал Лукаш Фабиански, но след трансфера му в Арсенал се утвърждава като титуляр. С добрите си изяви допринася за спечелването на Купата и Суперкупата на Полша. През януари 2010 г. подписва предварителен договор с Евертън, където преминава половин година по-късно.

## Национален отбор
За Словакия Муха дебютира през 2008 г. срещу Унгария. Играе във всичките четири мача на Словакия на Световното първенство през 2010 г. Той е един от многото футболисти, които остро критикуват официалната топка на първенството Джабулани, наричайки я „подла свиня“.
| „                                         | Аз съм си виновен за втория гол, сгреших позиционно, като тръгнах напред рано, но всичко е заради топката. Тази Джабулани всеки път лети различно, странно. Как мога да нарека тази топка? Свиня! Подла свиня! | “ |
| След загубения осминафинал срещу Холандия | |   |

## Успехи
Жилина
- Словашка Суперлига
  - Шампион: 2003, 2004
- Суперкупа на Словакия
  - Носител: 2003, 2004

 Легия Варшава
- Екстракласа
  - Шампион: 2006
- Купа на Полша
  - Носител: 2008
- Суперкупа на Полша
  - Носител: 2008